# Polydesma sexmaculata
Polydesma sexmaculata är en fjärilsart som beskrevs av Emilio Berio 1971. Polydesma sexmaculata ingår i släktet Polydesma och familjen nattflyn. Inga underarter finns listade i Catalogue of Life.